# Bashar Bani Yaseen
Bashar Mustafa Bani Yaseen (arabe : بشار بني ياسين) (né le 1er juin 1977 à Irbid en Jordanie) est un joueur de football international jordanien, qui évolue au poste de défenseur.

## Biographie

### Carrière en sélection
Avec l'équipe de Jordanie, il joue 94 matchs (pour un but inscrit) entre 1999 et 2012. 
Il figure dans le groupe des sélectionnés lors des coupe d'Asie des nations de 2004 et de 2011, où son équipe atteint à chaque fois les quarts de finale.
Il joue enfin 17 matchs comptant pour les éliminatoires de la coupe du monde, lors des éditions 2002, 2006, 2010 et 2014.